# Vaugneray
Vaugneray é uma comuna francesa na região administrativa de Auvérnia-Ródano-Alpes, no departamento de Ródano. Estende-se por uma área de 25.02 km². Em 2010 a comuna tinha 6 004 habitantes (densidade: 240 hab./km²).
Em 1 de janeiro de 2015, incorporou ao seu território a antiga comuna de Saint-Laurent-de-Vaux.